# Gonzalo Nápoli
Gonzalo Nápoli Soria (Montevideo, 8 de mayo de 2000) es un futbolista uruguayo. Juega de mediocentro y su equipo actual es Liverpool Fútbol Club de la Primera División de Uruguay, cedido desde Club León.

## Selección nacional
Ha sido internacional con la selección de Uruguay en las categorías juveniles sub-15, sub-17, sub-18 y sub-20
Tuvo su primera participación con la selección uruguaya el 11 de agosto de 2015, en un partido amistoso de la categoría sub-15 contra Perú, Gonzalo fue titular y con un doblete de Facundo Torres ganaron 0-2 en Lima.
Jugó 5 partidos amistosos y fue confirmado por el entrenador Alejandro Garay para ser parte del plantel que disputaría el Sudamericano Sub-15 de 2015.
Debutó en el Sudamericano el 22 de noviembre, fue titular en la fecha 1 ante Perú y ganaron 4-0. Jugó como titular en los 3 primeros partidos, ganaron los 3 pero en el partido para cerrar el grupo fueron derrotados 0-6 ante Brasil. En la semifinal se midieron ante Argentina, comenzaron en desventaja pero al minuto 68 Nápoli empató el encuentro y cuando estaban por llegar a los 90 minutos Santiago Rodríguez convirtió el 1-2 definitivo, que clasificó a Uruguay a la definición por la medalla de oro. La final fue contra Brasil, con jugadores como Paulinho y Vinícius Júnior, fue titular y resultó un partido parejo en el que empataron sin goles tras el tiempo reglamentario, fueron a penales, ejecutó el segundo pero lo falló y finalmente perdieron 4-5.
En el año 2016 comenzó el proceso de la selección sub-17, fue citado por el entrenador Alejandro Garay. Debutó en la nueva categoría el 16 de marzo, fue titular en un amistoso contra Estados Unidos y perdieron 1-2.
Fue el que jugó más partidos amistosos de preparación, estuvo presente en 24 ocasiones y convirtió un gol. Finalmente fue confirmado para ser parte del Campeonato Sudamericano Sub-17 de 2017. Uruguay no pudo pasar de la fase de grupos, tras 2 partidos perdidos, 1 empatado y 1 ganado, Gonzalo fue titular en el primer partido pero en los restantes fue al banco de suplentes e ingresó solo en una oportunidad.
De la mano del entrenador Fabián Coito comenzó un proceso de selección sub-18 y Nápoli tuvo la oportunidad de jugar un partido amistoso el 21 de noviembre de 2017, se enfrentaron a Talleres y ganaron 2-0. Al año siguiente ya comenzaron los entrenamientos de la sub-20 y fue convocado desde la primera citación. Debutó con la sub-20 el 5 de abril de 2018 en un partido amistoso contra Costa Rica, ingresó al minuto 60 por Brian Rodríguez y ganaron 3-0.
Fue convocado para representar a Uruguay en los Juegos ODESUR 2018. Debutó en la competición internacional en la fecha 2 ante Ecuador, ingresó en los minutos finales pero perdieron 3-2. Uruguay llegó a la final pero fueron derrotados por Chile en la prórroga.

## Estadísticas
Actualizado al último partido citado el 19 de junio de 2025.
| Club                           | Div.          | Temporada     | Liga  | Liga  | Liga   | Copas nacionales | Copas nacionales | Copas nacionales | Copas internacionales | Copas internacionales | Copas internacionales | Total | Total | Total  |
| Club                           | Div.          | Temporada     | Part. | Goles | Asist. | Part.            | Goles            | Asist.           | Part.                 | Goles                 | Asist.                | Part. | Goles | Asist. |
| ------------------------------ | ------------- | ------------- | ----- | ----- | ------ | ---------------- | ---------------- | ---------------- | --------------------- | --------------------- | --------------------- | ----- | ----- | ------ |
| Defensor Sporting C. · Uruguay | 1.ª           | 2018          | 0     | 0     | 0      | —                | —                | —                | —                     | —                     | —                     | 0     | 0     | 0      |
| Defensor Sporting C. · Uruguay | 1.ª           | 2019          | 29    | 2     | 4      | —                | —                | —                | 5                     | 1                     | 0                     | 34    | 3     | 4      |
| Defensor Sporting C. · Uruguay | 1.ª           | 2020          | 13    | 0     | 2      | —                | —                | —                | —                     | —                     | —                     | 13    | 0     | 2      |
| Defensor Sporting C. · Uruguay | Total club    | Total club    | 42    | 2     | 6      | 0                | 0                | 0                | 5                     | 1                     | 0                     | 47    | 3     | 6      |
| C. A. River Plate · Uruguay    | 1.ª           | 2021          | 29    | 0     | 1      | —                | —                | —                | —                     | —                     | —                     | 29    | 0     | 1      |
| C. A. River Plate · Uruguay    | 1.ª           | 2022          | 15    | 0     | 1      | 2                | 0                | 0                | 5                     | 0                     | 0                     | 22    | 0     | 1      |
| C. A. River Plate · Uruguay    | Total club    | Total club    | 44    | 0     | 2      | 2                | 0                | 0                | 5                     | 0                     | 0                     | 51    | 0     | 2      |
| Liverpool F. C. · Uruguay      | 1.ª           | 2023          | 39    | 4     | 6      | 1                | 1                | 0                | 6                     | 0                     | 0                     | 46    | 5     | 6      |
| Liverpool F. C. · Uruguay      | Total club    | Total club    | 39    | 4     | 6      | 1                | 1                | 0                | 6                     | 0                     | 0                     | 46    | 5     | 6      |
| C. León · México               | 1.ª           | 2023-24       | 12    | 0     | 1      | -                | -                | -                | -                     | -                     | -                     | 12    | 0     | 1      |
| C. León · México               | 1.ª           | 2024-25       | 3     | 0     | 0      | -                | -                | -                | -                     | -                     | -                     | 3     | 0     | 0      |
| C. León · México               | Total club    | Total club    | 15    | 0     | 1      | 0                | 0                | 0                | 0                     | 0                     | 0                     | 15    | 0     | 1      |
| Liverpool F. C. · Uruguay      | 1.ª           | 2025          | 18    | 0     | 1      | 0                | 0                | 0                | —                     | —                     | —                     | 18    | 0     | 1      |
| Liverpool F. C. · Uruguay      | Total club    | Total club    | 57    | 4     | 7      | 1                | 1                | 0                | 6                     | 0                     | 0                     | 64    | 5     | 7      |
| Total carrera                  | Total carrera | Total carrera | 158   | 6     | 16     | 3                | 1                | 0                | 16                    | 1                     | 0                     | 177   | 8     | 16     |
| 1. 2.                          |               |               |       |       |        |                  |                  |                  |                       |                       |                       |       |       |        |

## Palmarés

### Títulos nacionales
| Título              | Club            | País    | Año  |
| ------------------- | --------------- | ------- | ---- |
| Supercopa Uruguaya  | Liverpool F. C. | Uruguay | 2023 |
| Torneo Intermedio   | Liverpool F. C. | Uruguay | 2023 |
| Torneo Clausura     | Liverpool F. C. | Uruguay | 2023 |
| Campeonato Uruguayo | Liverpool F. C. | Uruguay | 2023 |
| Torneo Apertura     | Liverpool F. C. | Uruguay | 2025 |

### Distinciones individuales
| Distinción                                             | Año  |
| ------------------------------------------------------ | ---- |
| Premios AUF - Equipo ideal del mes (agosto/septiembre) | 2023 |
| Premios AUF - Equipo ideal del año (nominado)          | 2023 |